# Paradelphomyia cycnea
Paradelphomyia cycnea là một loài ruồi trong họ Limoniidae. Chúng phân bố ở miền Cổ bắc.